# Ce să faci în Denver după moarte
Ce să faci în Denver după moarte (în engleză Things to Do in Denver When You're Dead) este un film de crimă⁠(d) american din 1995 regizat de Gary Fleder în baza unui scenariu de Scott Rosenberg⁠(d). Filmul îi are în distribuție pe Andy García, Christopher Lloyd, Treat Williams, Steve Buscemi, Christopher Walken, Fairuza Balk și Gabrielle Anwar⁠(d) .
Titlul filmului este preluat din melodia cu același nume de pe albumul lui Warren Zevon⁠(d) Mr. Bad Example⁠(d). Acesta a permis utilizarea numelui cu condiția ca melodia să fie utilizată în timpul genericului. Numele personajului principal - „Jimmy the Saint” - provine din melodia Lost in the Flood⁠(d) a lui Bruce Springsteen interpretată pe albumul Greetings from Asbury Park, N.J.⁠(d) din 1973. Filmul a fost rulat în cadrul secțiunii Un Certain Regard a Festivalului Internațional de Film de la Cannes în 1995.
Filmul a fost un dezastru în box-office și a primit recenzii negative de la critici, o mare parte dintre ei considerându-l „o clonă a filmului Pulp Fiction”.

## Distribuție
- Andy Garcia - Jimmy „The Saint” Tosnia
- Christopher Lloyd - Olden „Pieces” Polymeros
- William Forsythe - Francis „Big Bear Franchise” Chiser
- Bill Nunn⁠(d) - Earl „Easy Wind” Denton
- Treat Williams - „Critical” Bill Dolittle
- Jack Warden - Joe Heff
- Steve Buscemi - Mr. Shhh
- Fairuza Balk - Lucinda
- Gabrielle Anwar⁠(d) - Dagney
- Christopher Walken - The Man With The Plan
- Michael Nicolosi - Bernard
- Bill Cobbs⁠(d) - Malt
- Marshall Bell⁠(d) - locotenent Atwater
- Glenn Plummer⁠(d) - Baby Sinister
- Don Stark⁠(d) - Gus
- Willie Garson - Cuffy
- Jenny McCarthy⁠(d) - asistenta blondă
- Josh Charles⁠(d) - Bruce
- Sarah Trigger - Meg
- Don Cheadle - Rooster